# واين أندرسون (سائق سباق)
واين أندرسون (بالإنجليزية: Wayne Anderson)‏ هو سائق سباق أمريكي، ولد في 16 يوليو 1968 في Wildwood, Florida ‏ في الولايات المتحدة.

## وصلات خارجية
- الموقع الرسمي
- واين أندرسون على موقع Racing-Reference.info (الإنجليزية)